# Петев, Ивайло
Ивайло Богданов Петев (болг. Ивайло Богданов Петев; род. 9 июля 1975, Ловеч) — болгарский футболист и тренер.

## Карьера игрока
Практически всю игровую карьеру (за исключением одного сезона в греческой «Трикале») выступал в чемпионате Болгарии, сменив немало команд. Играл на позиции полузащитника. Завершил карьеру из-за хронической травмы левого колена.

## Тренерская карьера

### «Лудогорец» Разград
Став главным тренером команды «Лудогорец» (Разград), он привёл команду к первому в её истории чемпионству в высшем дивизионе болгарского футбола, завоевав (также впервые в истории клуба) также Кубок и Суперкубок Болгарии. 21 июля 2013 был уволен после поражения в 1-м туре чемпионата страны от «Любимца» со счётом 0:1, тренером команды был назначен Стойчо Стоев.

### «Левски» София
8 октября 2013 года Петев был назначен тренером «Левски» из Софии, однако был вынужден уйти в отставку уже через день из-за конфликта с болельщиками клуба, напавшими на специалиста во время пресс-конференции и силой снявшими с него футболку клуба.

### АЕЛ Лимасол
В октябре 2013 года Петев подписал контракт с кипрским клубом АЕЛ (Лимасол). Клуб стал первым в турнирной таблице по итогам регулярного сезона, на три очка опередив «Аполлон» и АПОЭЛ. По итогам второго этапа клуб отдал первенство АПОЭЛу, уступив по разнице мячей и по результатам личных встреч.

### Сборная Боснии и Герцеговины
21 января 2021 года был назначен на пост главного тренера сборной Боснии и Герцеговины. Под руководством Петева в марте 2021 года команда начала отборочный цикл к чемпионату мира по футболу 2022 в Катаре.

## Достижения

### Как игрок
- Чемпион Болгарии: 1997/98, 1998/99
- Обладатель Кубка Болгарии: 2000/01
- Финалист Кубка Болгарии: 1999

### Как тренер
- Чемпион Болгарии по футболу: 2011/12, 2012/13, 2022/23
- Кубок Болгарии: 2011/12, 2022/23
- Суперкубок Болгарии: 2012
- 2-е место в чемпионате Кипра: 2013/14
- 2-е место в чемпионате Хорватии: 2016/17
- Финалист Кубка Хорватии: 2016/17